# 미국 연방거래위원회 공정정보규정
공정정보규정(영어: Fair Information Practice Principles)은 비밀, 데이터 품질 문제를 다루는 일반적인 기준으로, 개인정보의 수집과 사용을 통제하는 원칙이다.
이 규정에는 수집 제한 원칙, 데이터 품질 원칙, 목적 서술 원칙, 사용 제한 원칙, 보안 세이프가드 원칙, 공개 원칙, 개인 참여 원칙, 회계 책임 원칙 등의 원칙이 포함되어 있다.개인정보의 수집과 사용을 통제하는 FIP원칙은 데이터의 소유자와 개인 간의 상호 이해관계라는 관념에 기초를 두었다. 개인은 거래에 관심이 있고, 데이터 소유자(흔히 기업이나 정부기관)는 거래를 지원하는 데 개인의 정보가 필요하다. 수집된 개인의 데이터는 개인의 동의 없이 다른 목적으로 사용될 수 없다.
1998년 미 연방무역위원회(FTC)는 온라인 프라이버시를 보호하는 가이드라인을 포함하도록 FIP를 확대했다.

## 원칙
| 공정정보규정원칙 | 내용                                                                                        |
| ---------------- | ------------------------------------------------------------------------------------------- |
| 공지, 인식       | 데이터 수집 대상에게 데이터를 수집하는 것에 대한 공지를 해야한다.                           |
| 선택, 동의       | 데이터 수집 대상이 자신의 데이터가 이차적으로 사용되는 것을 선택하고 동의할 수 있어야 한다. |
| 접근, 참가       | 데이터 수집 대상이 수집된 데이터에 쉽게 접근할 수 있어야 한다.                              |
| 보안             | 데이터 수집 기관은 데이터에 대한 보안을 책임져야 한다.                                      |
| 시행             | 공정정보규정원칙을 시행하기 위한 여러 법률과 규정이 필요하다.                               |

## 공정정보규정에 포함되는 법률

### 아동온라인개인정보보호법
아동온라인개인정보보호법(COPPA)은 13세 이하 어린이의 정보를 수집하려면 부모의 동의를 얻도록 웹 사이트에 요구하는 것이다.

### 그램-리치-브릴리법
그램-리치-브릴리법(Gramm-Leach-Billy:GLB)은 금융서비스 고객들의 프라이버시 보호를 위한 법률이다. 모든 금융기관은 사적인 개인정보를 보호하는 제도와 정책을 밝혀야 하고 고객이 자신의 정보를 다른 사람이나 기관에게 공유되는 것을 선택하고 동의할 수 있게 하였다.

### 건강보험의양도및책임에관한법률(HIPAA)
의료기록에 관한 프라이버시 보호를 위한 법률이다. 여러 의료기관에 보호되는 환자 의료 기록에 환자가 쉽게 접근할 수 있게 한다. 기록의 공개 여부도 환자가 결정할 수 있게 한다.

## 같이 보기
- 연방거래위원회
- 정보 보안